# Julidochromis marlieri
Espèce
Statut de conservation UICN

 LC  : Préoccupation mineure
Julidochromis marlieri est un poisson appartenant à la famille des Cichlidae. Comme toutes les espèces du genre Julidochromis, il est endémique du Lac Tanganika.

## Taille
Le mâle mesure 10 cm, la femelle 15 cm.

## Reproduction
Julidochromis marlieri est, comme les autres Julidochromis, un pondeur sur substrat caché. La femelle dépose une petite quantité d'œufs sur un rocher à l'abri de la lumière, qui sont ensuite fertilisés par le mâle. Espèce monogame, le frai reste très discret. Il a lieu dans des anfractuosités rocheuses ou des pots de fleurs. Les œufs sont fixés sous une voûte, et les jeunes à la naissance y restent suspendus jusqu'à résorption de la vésicule vitelline. Une fois la nage libre atteinte, ils restent sur le territoire défendu par leurs parents. La première nourriture est constituée de nauplies d'artémias. Le couple défend leur frai et leur territoire avec vigueur.

## Maintenance en Aquarium
Poisson endémique provenant du lac Tanganyika nécessitant en aquarium un ph élevé (entre 7 et 9.5) et une eau dure. Cet aquarium pour bien faire doit être garni de beaucoup de pierre "imitant" un éboulement, cette amas de pierre doit pratiquement atteindre la surface car il faut savoir que ce poisson se promène très rarement en pleine eau, mais vit plutôt entre les rochers.

## Au Zoo
- L'Aquarium du palais de la Porte Dorée détient quelques couples de Julidochromis marlieri présenter au public.(12/2014) Ils sont maintenus dans une grande cuve "type spécifique lac Tanganyika" et en compagnie de plusieurs autres espèces (Cyprichromis, Neolamprologus, Tropheus (12/2014). Ils sont aisément observables lors d'une promenade dans l'Aquarium.
- Le Zoo de Wroclaw détient quelques spécimens.

## Galerie

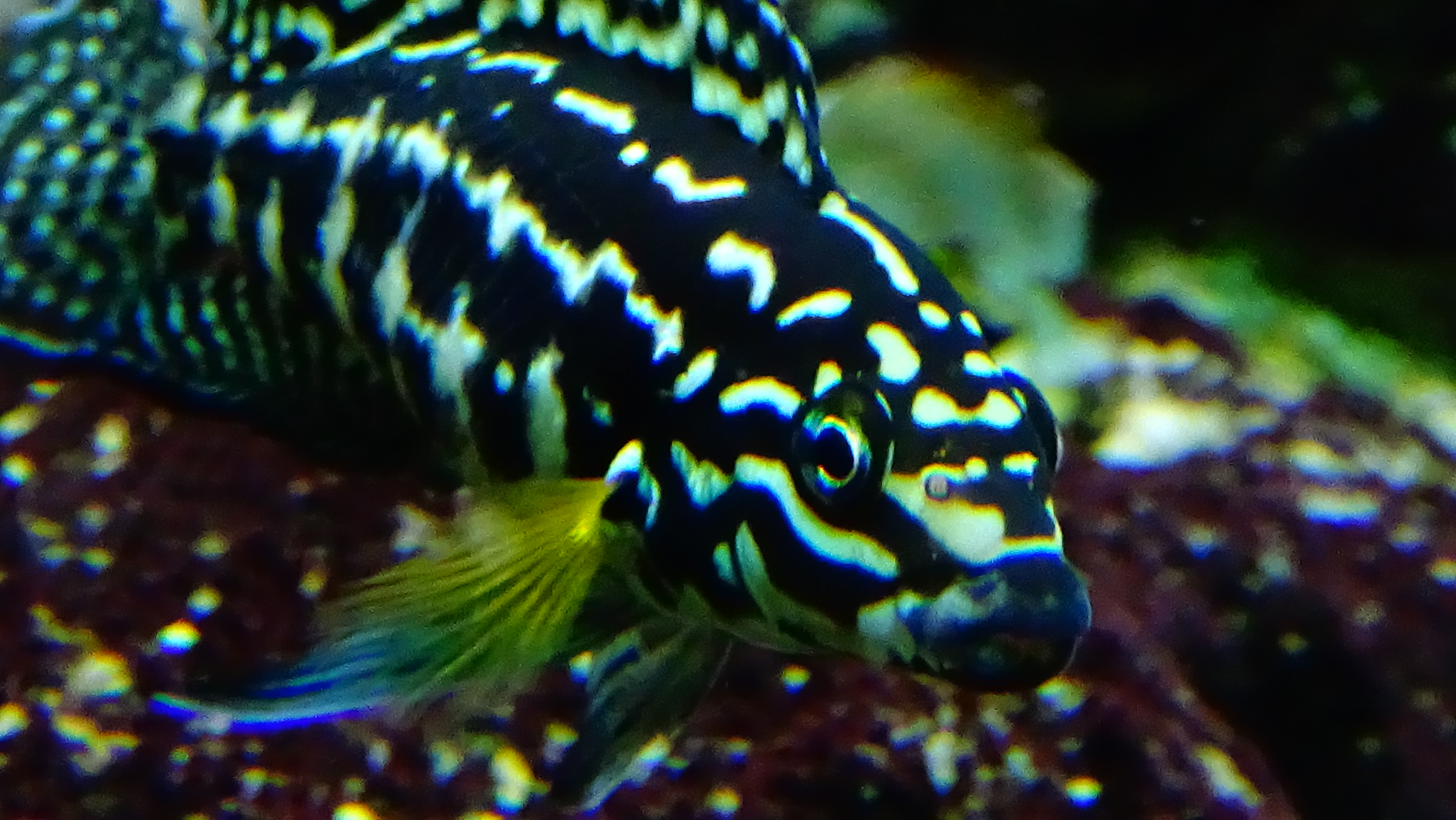
de face
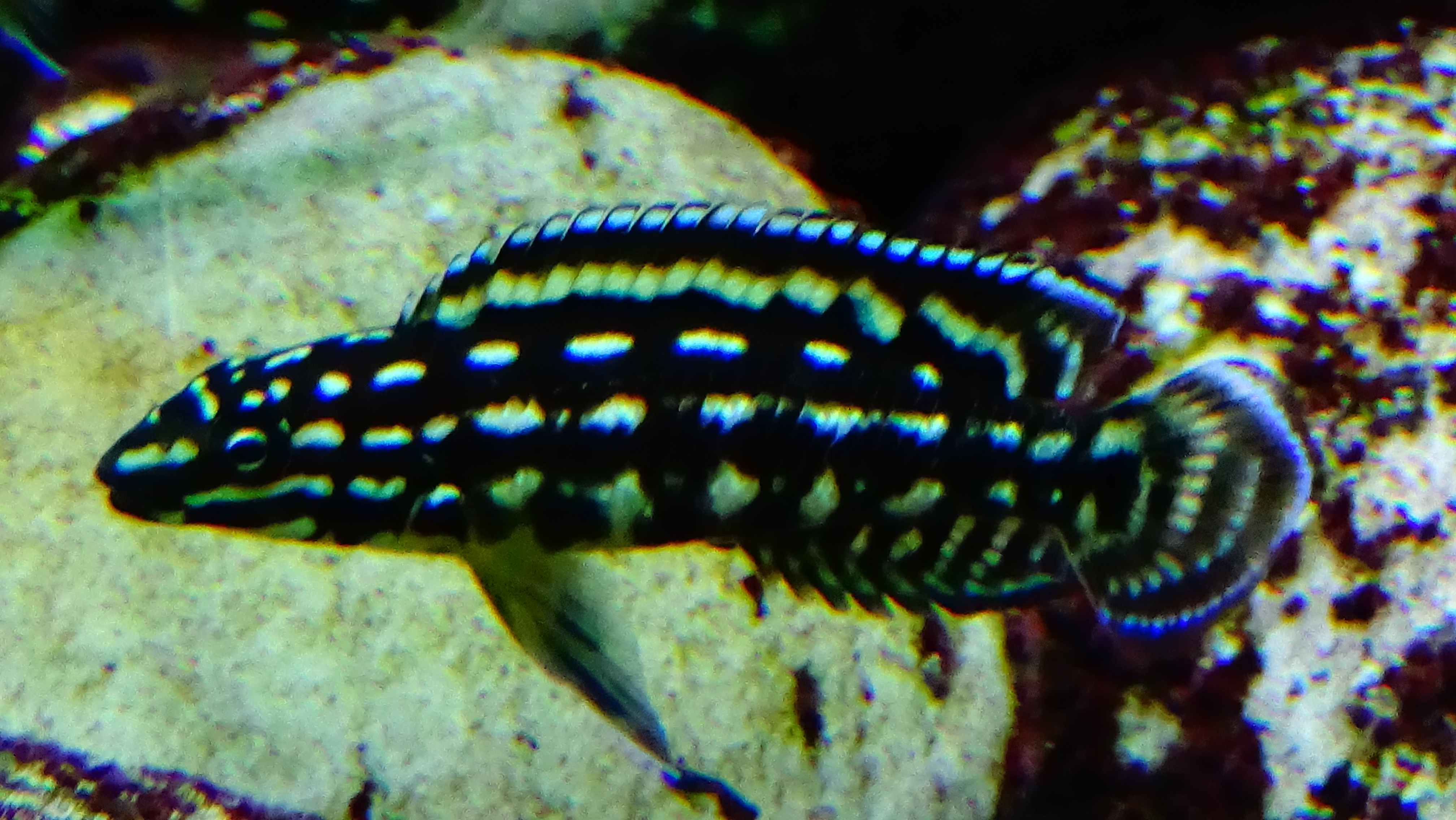
sub-adulte
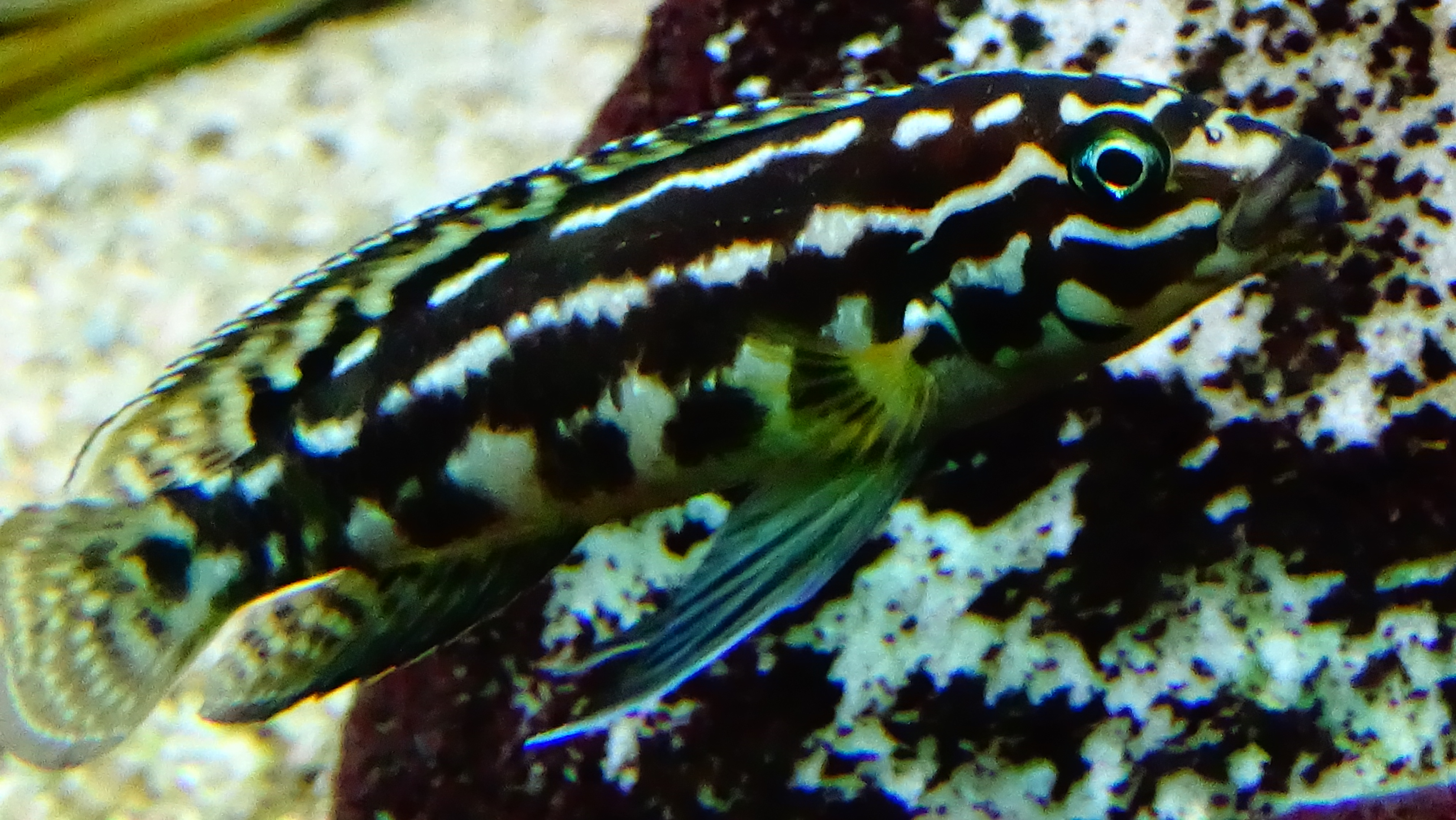
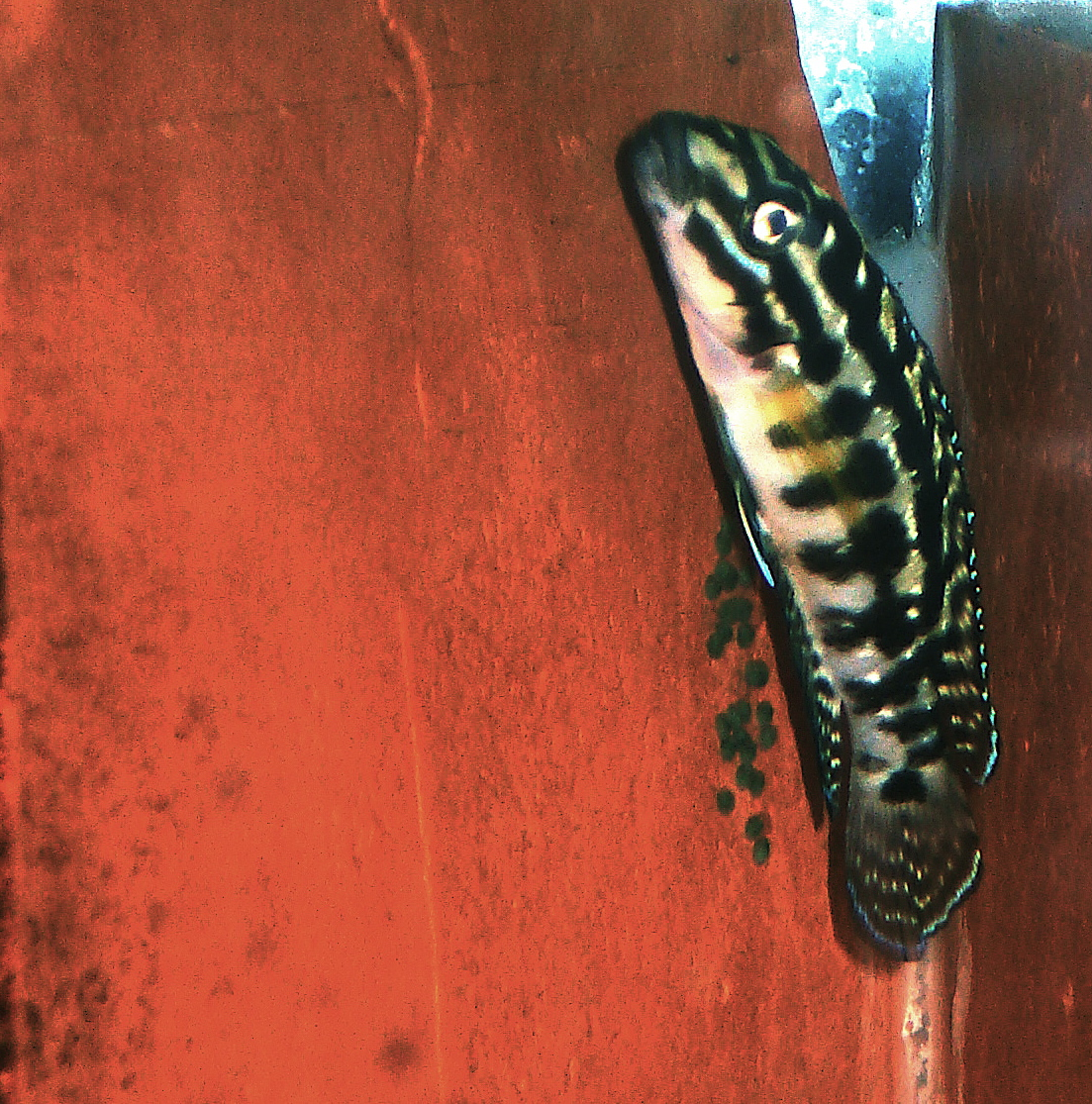
ponte d'œufs de couleur vert
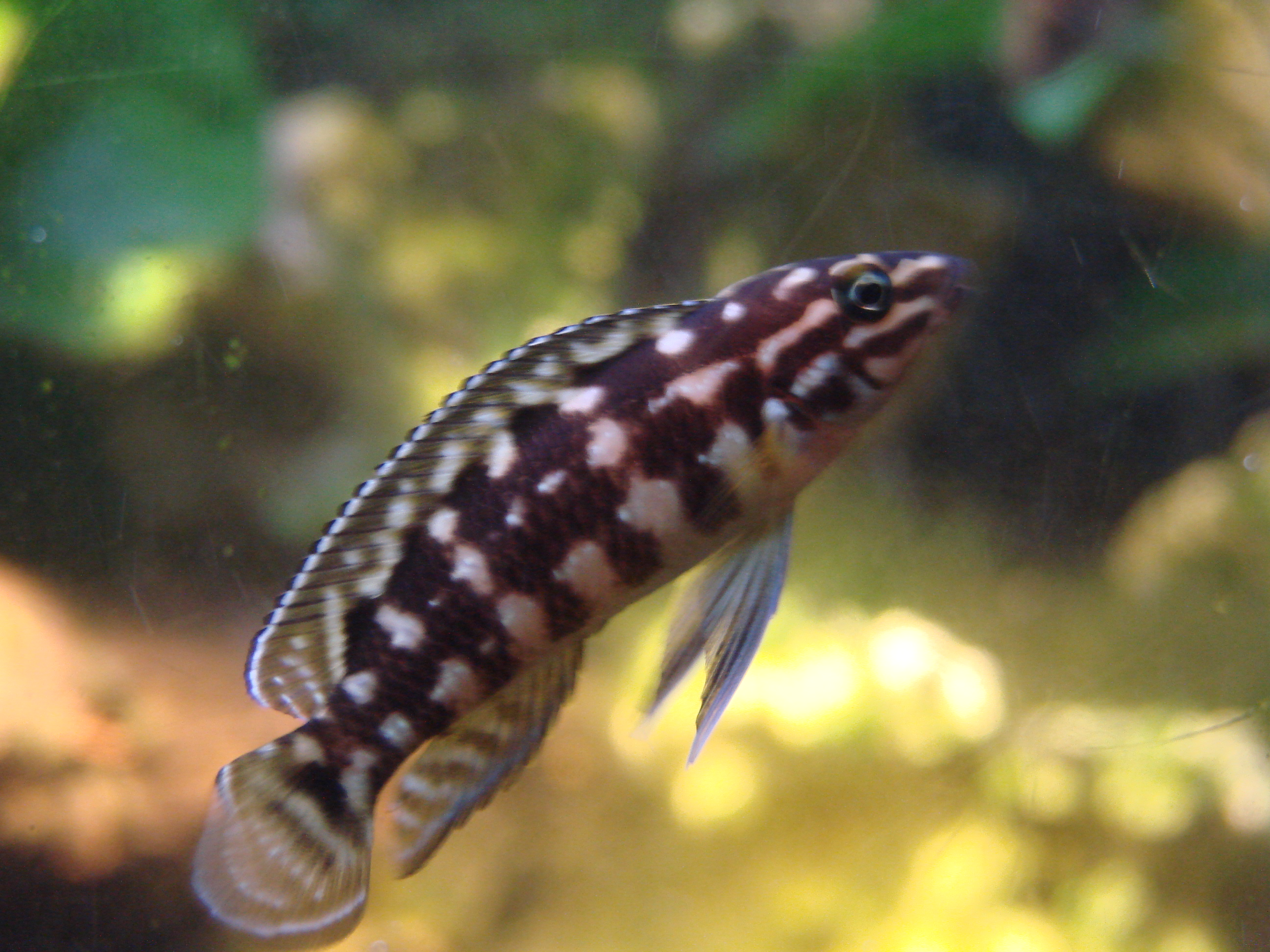
sub-adult au zoo de Wroclaw
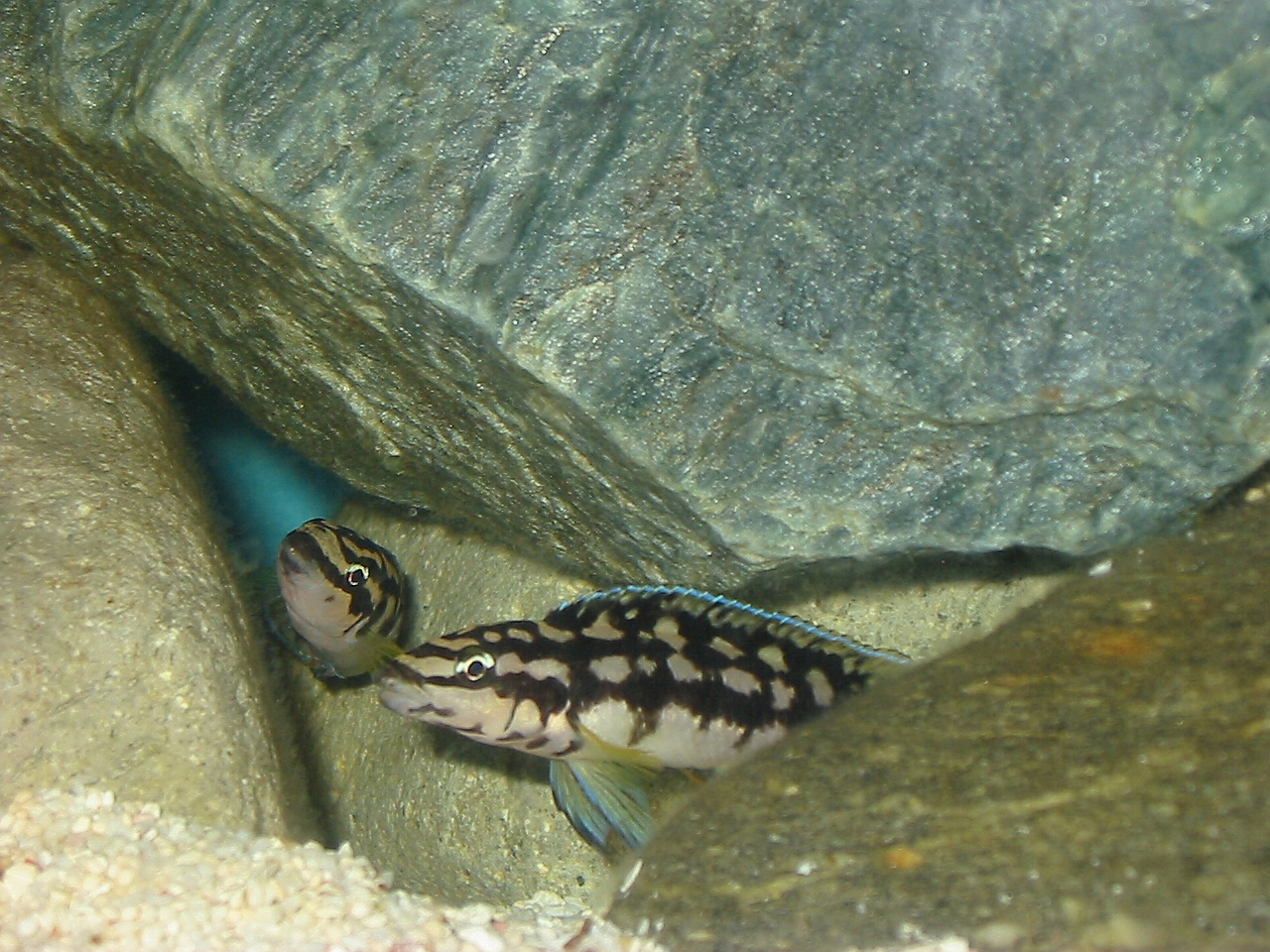
couple dans leur territoire
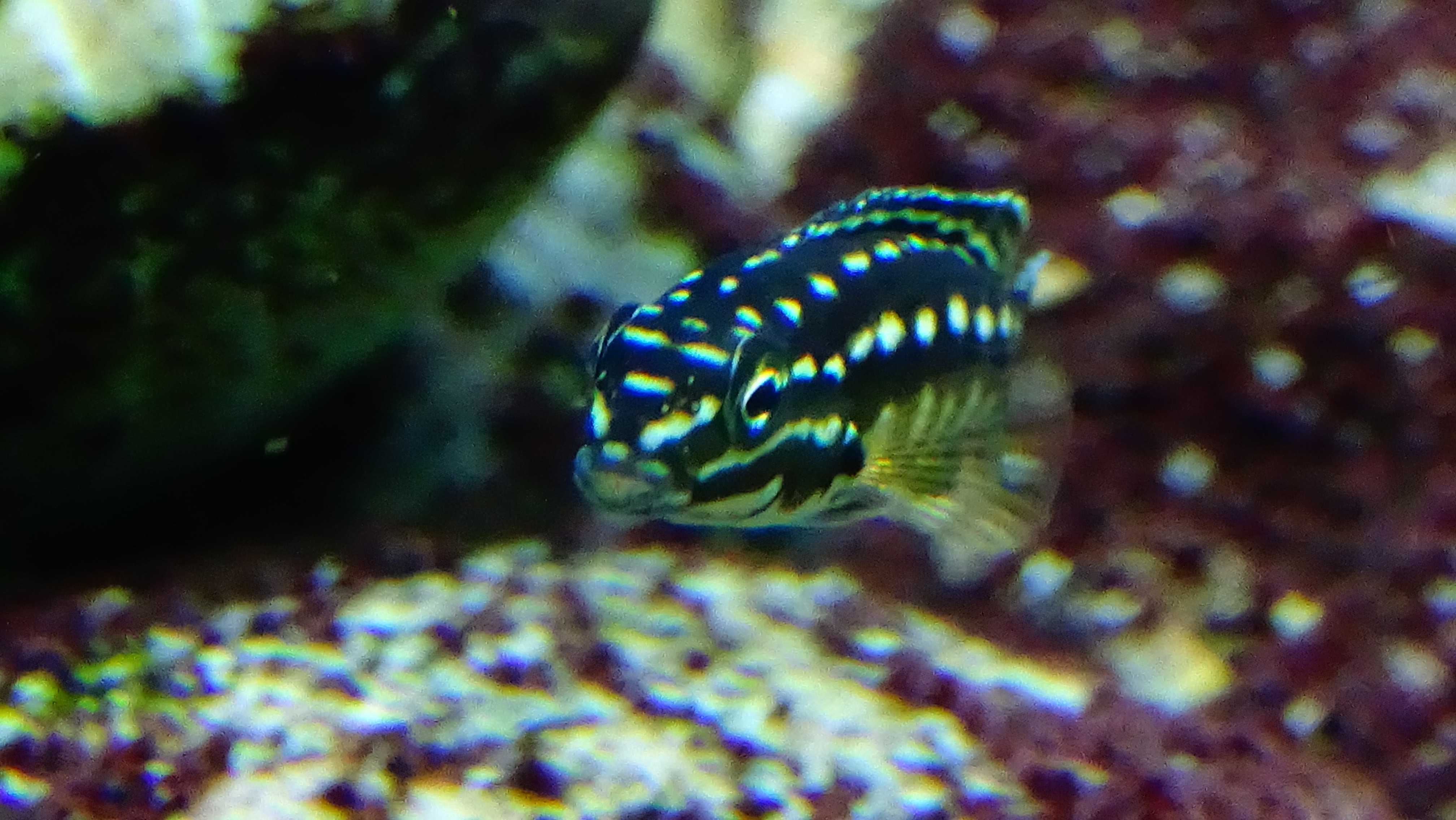
jeune de 5/6 centimètres